# Barrington Atlas of the Greek and Roman World
El Barrington Atlas of the Greek and Roman World es un atlas en inglés de gran formato de la antigua Europa, Asia y el norte de África, editado por Richard J. A. Talbert. El periodo de tiempo representado abarca aproximadamente desde la Grecia arcaica hasta la Antigüedad tardía. Fue publicado por Princeton University Press en el año 2000 y fue el ganador del premio de la Association of American Publishers de ese mismo año a la mejor obra de referencia profesional/escolar en el ámbito de las humanidades.

## Historia
La elaboración del atlas comenzó en 1988 en la Universidad de Carolina del Norte, Chapel Hill, y en ella participó un equipo de 221 clasicistas y 22 cartógrafos. El trabajo se financió con 4,5 millones de dólares —«una suma inusualmente grande para un proyecto de humanidades»— de donaciones federales y privadas. El mayor contribuyente individual fue la Fundación Barrington de la familia de Robert B. Strassler, que apoyó el proyecto con más de un millón de dólares y que, de acuerdo con los deseos del donante, da nombre al atlas. La fundación, a su vez, lleva el nombre del lugar de residencia de la familia Strassler, Great Barrington, Massachusetts.
El atlas proporciona una referencia actualizada de la geografía antigua, sustituyendo a la obra An Atlas of Ancient Geography, Biblical and Classical (Londres: John Murray, 1872-1874) de William Smith, el último intento realizado con éxito de cartografiar exhaustivamente el mundo grecorromano y reflejar el estado de los estudios.
En noviembre de 2013, PUP lanzó una versión del atlas para iPad 2+; contiene el contenido completo del atlas y permite realizar búsquedas. El Proyecto Pléyades lleva a cabo una colaboración en línea a gran escala, tipo wiki, para mantener y diversificar el conjunto de datos del atlas.

## Descripción
El atlas, cuyo tamaño es de 33 x 48 cm, contiene 102 mapas topográficos a color que cubren el territorio desde las islas británicas y las Azores hasta Afganistán y China occidental. También incluye un nomenclátor de 45 páginas, y va acompañado de un directorio mapa por mapa en CD-ROM, en formato PDF, que incluye un índice de búsqueda. Este directorio mapa a mapa también está disponible en versión impresa, en dos volúmenes, en una edición de 1500 páginas. 
La mayoría de los mapas son de escala 1:1.000.000 o 1:500.000. Sin embargo, los alrededores de los tres grandes centros (Atenas, Roma, Bizancio/Constantinopla) se presentan en 1:150.000. Algunas regiones remotas, en las que griegos y romanos exploraron y comerciaron más que se asentaron (por ejemplo, el Báltico, Arabia, África Oriental, India, Sri Lanka), se presentan a escala 1:5.000.000. Debido a la naturaleza de los mapas base utilizados para el fondo y a las restricciones de tiempo-coste, las curvas de nivel se han dejado en pies, excepto en los mapas 1:150.000, donde están en metros. La proyección de los mapas es la cónica conforme de Lambert. De nuevo, debido a las restricciones de tiempo y coste, la georreferenciación de los mapas se dejó como un proyecto futuro aparte.

## Periodo cubierto
El periodo de tiempo que abarca es aproximadamente desde el año 1000 a. C. hasta el 640 d. C., y se clasifica de la siguiente manera: 
- Periodo arcaico (anterior a 550 a. C.)
- Periodo clásico (550-330 a. C.)
- Período helenístico / periodo republicano en Roma (330 a. C.-30 a. C.)
- Alto imperio romano (30 a. C.-300 d. C.)
- Antigüedad tardía (300-640)

Todos los mapas abarcan todas las épocas (es decir, no hay mapas separados para diferentes periodos de una misma región). 

## Contenido del atlas
- Colaboradores, revisores, cartógrafos
- Prefacio, introducción, directrices de referencia
- Datos de producción de MapQuest, bases de mapas
- Seis mapas generales a pequeña escala, 1:5.000.000:
  - Leyenda del mapa, Internum Mare (Mar Mediterráneo)
  - Hibernia-Scandinavia
  - Asia Occidentalis (Asia Occidental)
  - Arabia-Azania
  - India
  - Asia Orientalis (Bactria, Sogdiana, Aracosia, valle del Indo)

- A continuación, los 93 mapas se dividen en seis categorías regionales:
  - Parte 1: Europa Septentrionalis (Europa Septentrional)
  - Parte 2: Hispania-Libia
  - Parte 3: Italia
  - Parte 4: Graecia-Asia Minor
  - Parte 5: Siria-Meroe
  - Parte 6: Pontus Euxinus-Persicus Sinus-Bactria

- A continuación se presentan las provincias del imperio romano en tres mapas a escala 1:1.000.000:
  - Provincias a la muerte de Trajano (117)
  - Diócesis y provincias según la Lista de Verona (siglo IV)
  - Diócesis y provincias según el Synecdemus de Hierocles (finales del siglo V - principios del VI)
- Glosario

## Contenido del directorio mapa por mapa
Los dos volúmenes (y el CD-ROM) contienen:
- Directrices
- Abreviaturas
- Un directorio separado para cada mapa cuyos componentes principales son:
  - Un texto introductorio
  - Un listado de nombres y características (con información de época, nombres modernos y referencias bibliográficas)
  - Una bibliografía

El CD-ROM también contiene el nomenclátor en formato PDF y un instalador de la versión 4 de Adobe Acrobat con búsqueda para Microsoft Windows y MacOS. Sin embargo, en los sistemas Windows con la última versión de Adobe Acrobat ya instalada, la instalación de la versión 4 podría provocar problemas de incompatibilidad.
El archivo de índice PDF BATLINDX.PDX suministrado es legible para las versiones de Adobe Acrobat hasta la versión 9 inclusive. Para la versión X y posteriores, el uso de la opción «Usar opciones de búsqueda avanzada» del menú «Editar» puede ser una solución. Sin embargo, la búsqueda en el directorio índice completo llevará un tiempo y con cada nueva búsqueda el escaneo de los archivos PDF comienza de nuevo desde cero. En general, será más rápido buscar un nombre en el índice. Así pues, aunque el atlas afirma ser «una obra de referencia de valor permanente», una simple actualización de Adobe Acrobat mermará su usabilidad incluso para los usuarios que dispongan de la versión impresa del directorio mapa a mapa, ya que el índice solo muestra las entradas principales de cada objeto.
El directorio mapa por mapa y el nomenclátor también están disponibles en formato PDF en el sitio web de Princeton University Press. Hasta 2013, también se ofrecía una descarga gratuita del CD-ROM como archivo ZIP.

## Ediciones
- Tapa dura con CD-ROM y directorio mapa a mapa, 2000, ISBN 0-691-03169-X
- Tapa dura con CD-ROM y directorio mapa a mapa en dos volúmenes de 1500 páginas, 2000, ISBN 0-691-04962-9
- Directorio mapa a mapa de tapa dura, 2000, ISBN 0-691-04945-9
- Digital (iPad 2+ App), 2013